# Itziar Castro
Itziar Castro Rivadulla (Pallejá, 14 de febrero de 1977-Lloret de Mar, 8 de diciembre de 2023)fue una actriz española conocida principalmente por su papel de Gоya Fernández en Vis a vis y por participar en películas como Campeones o Pieles, por la que fue nominada en los Premios Goya a mejor actriz revelación.

## Trayectoria artística

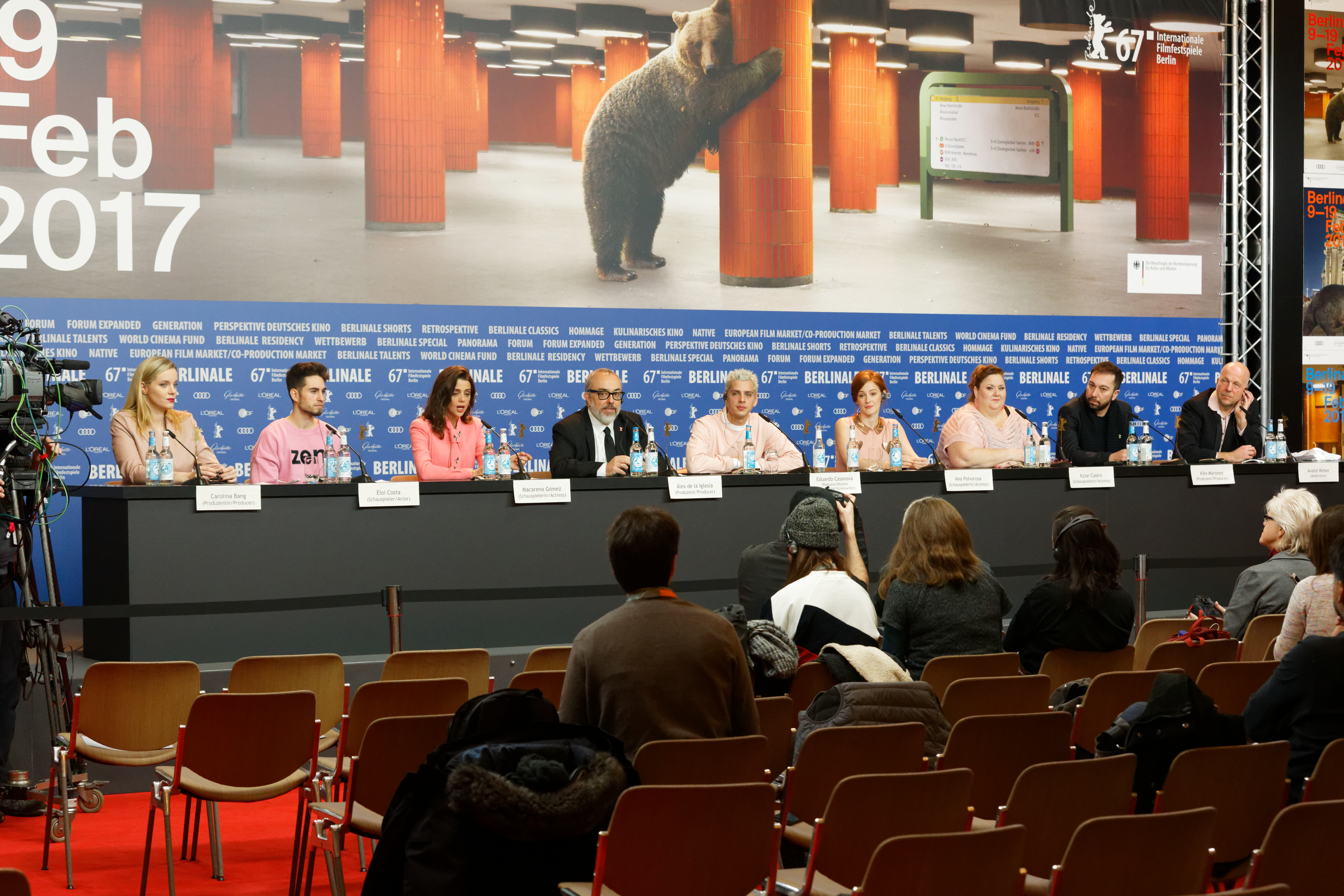
Castro junto a sus compañeros de elenco del largometraje "Pieles", en la conferencia de prensa del Festival de Cine de Berlín (2017)

Nació en  Pallejá en 1977. Su carrera profesional se remonta a 2002, cuando participó en el largometraje Noche de fiesta. Desde entonces, participó en ficciones tanto para televisión como para cine, destacando sus participaciones en El cor de la ciutat o Algo que celebrar en televisión y en las películas Blancanieves o La sexta alumna en cine. En 2017 fichó para el reparto principal del largometraje dirigido por Eduardo Casanova Pieles, por el que fue nominada al Goya a mejor actriz revelación y ganadora del premio Unión de Actores y Actrices en la misma categoría.
En 2018 formó parte del elenco principal de Vis a vis dando vida a Goya Fernández, papel por el que recibió mayor relevancia a nivel televisivo. Además, participó en los largometrajes Matar a Dios y Campeones, y realizó un cameo en la segunda temporada de Paquita Salas, donde interpretó a la regidora del Festival de Tarazona. En julio de 2018, fichó como la profesora de interpretación de la academia de Operación Triunfo 2018, sustituyendo a Javier Ambrossi y Javier Calvo. El 31 de octubre, algo más de un mes después de que arrancara la edición, se supo que la actriz abandonaba su trabajo en el programa, al parecer una decisión tomada unilateralmente por la dirección del programa.
En 2019 participó en los largometrajes El cerro de los dioses de Daniel M. Caneiro y ¿Qué te juegas? de Inés de León. En 2020 realizó un cameo en la película de Woody Allen Rifkin's Festival y protagonizó la serie de Fox España Vis a vis: El Oasis, además de tener un papel recurrente en la serie de HBO España Por H o por B como Choni. Además, fue una de las protagonistas de Historias lamentables, película de Javier Fesser para Amazon Prime Video. En diciembre de 2020 se anunció su fichaje como personaje principal para la primera serie musical de Netflix en España Érase una vez... pero ya no dirigida por Manolo Caro. En enero de 2022, grabó con Sebastián Yatra en el videoclip que participó en Melancólicos anónimos.

### Activismo
También fue reconocida por su activismo LGBT, recibiendo en 2019 un Premio Plumas de la Federación Estatal de Lesbianas, Gais, Trans y Bisexuales (FELGTB) por su apoyo al colectivo. En 2021, presentó su libro de poesía lésbica Con el corazón por delante, con cariz autobiográfico, y fue la protagonista del Especial Diversidad dedicado al lesbianismo de la revista Vanity Fair.
En abril de 2020 sorprendió a sus seguidores tras publicar un desnudo integral artístico en Twitter, con el que recreaba una pintura del artista Fernando Botero. Precisamente por el comentario de un tuitero, ella supo que padecía lipedema, una enfermedad degenerativa que no le había sido diagnosticada nunca. Consciente de su imagen, se definía como una persona gorda en medio de un panorama escénico de cuerpos normativos.
Se proclamó lesbiana, feminista y de izquierdas. También se manifestó partidaria de hacer un referéndum sobre la independencia de Cataluña.

### Fallecimiento
Falleció la madrugada del 8 de diciembre de 2023 a consecuencia de un paro cardíaco mientras ensayaba una escena de un espectáculo de natación navideño  de Lloret de Mar.

## Reconocimientos
En enero de 2024, a título póstumo, el Ministerio de Cultura le otorgó la Medalla de Oro al Mérito en las Bellas Artes.

## Filmografía

### Cine

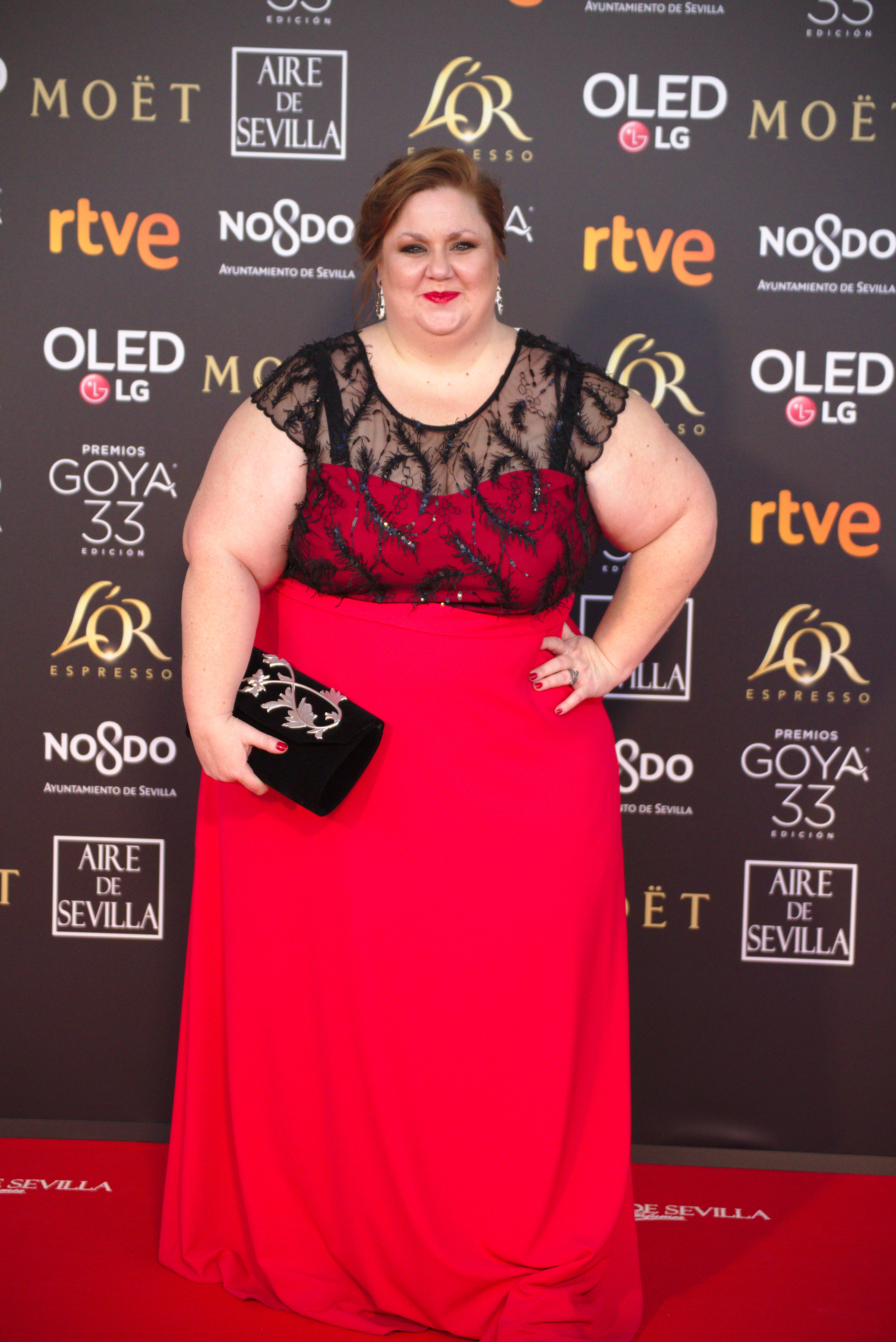
Castro en los Premios Goya 2019

#### Largometrajes
| Año  | Título                                   | Personaje          | Director                                           |
| ---- | ---------------------------------------- | ------------------ | -------------------------------------------------- |
| 2002 | Noche de fiesta                          | Extra              | Xavi Puebla                                        |
| 2004 | Inconscientes                            | Ama de cría        | Joaquín Oristrell                                  |
| 2004 | Las maletas de Tulse Luper 3             | Frances Cotumely   | Peter Greenaway                                    |
| 2008 | Pretextos                                | Enfermera          | Sílvia Munt                                        |
| 2008 | Sing for Darfur                          | Mujer              | Johan Kramer                                       |
| 2010 | El gran Vázquez                          | Vendedora Wi-Fi    | Óscar Aibar                                        |
| 2011 | Águila Roja: la película                 | Criada             | José Ramón Ayerra                                  |
| 2012 | [•REC]³: Génesis                         | Señora con Pamela  | Paco Plaza                                         |
| 2012 | Blancanieves                             | Tocinillo de cielo | Pablo Berger                                       |
| 2013 | Las brujas de Zugarramurdi               | Bruja 3D           | Álex de la Iglesia                                 |
| 2015 | Transeúntes                              | Mujer              | Luis Aller                                         |
| 2016 | La sexta alumna                          | Anita              | Benja de la Rosa                                   |
| 2017 | Pieles                                   | Itziar             | Eduardo Casanova                                   |
| 2017 | Matar a Dios                             | Ana                | Caye Casas y Albert Pintó                          |
| 2018 | Campeones                                | Madre de Jesús     | Javier Fesser                                      |
| 2018 | Escape from Marwin                       | Hermana de Ben     | Jordi Castejón                                     |
| 2019 | El cerro de los dioses                   | Ella misma         | Daniel M. Caneiro                                  |
| 2019 | ¿Qué te juegas?                          | Rosita             | Inés de León                                       |
| 2020 | Rifkin's Festival                        | Mujer en el jardín | Woody Allen                                        |
| 2020 | Asylum: Twisted Horror and Fantasy Tales | Mujer              | Nicolás Onetti                                     |
| 2020 | La vampira de Barcelona                  | Mujer barbuda      | Lluís Danés                                        |
| 2020 | Historias lamentables                    | Ingrid Müller      | Javier Fesser                                      |
| 2021 | ¡A todo tren! Destino Asturias           | Granjera asturiana | Santiago Segura                                    |
| 2022 | La mesita del comedor                    | Amiga súper        | Caye Casas                                         |
| 2023 | Campeonex                                | Madre de Jesús     | Javier Fesser                                      |
| 2024 | Lo carga el diablo                       | Sra. Bermúdez      | Guillermo Polo                                     |
| 2024 | Queen Bee                                | Queen Bee          | Denisse Arancibia Flores                           |
| 2024 | Matria                                   |                    | Sandra Arriagada                                   |
| 2024 | El pati i la lluna                       |                    | Santiago Lapeira                                   |
| 2024 | 28                                       |                    | Sandra Arriagada, Lisi Kieling, Gigi Saul Guerrero |

#### Cortometrajes
- Charlie (Dir. Joshua Zamrycki y Wil Röttgen, 2008), Fat Woman.
- Reality (Dir. Kim Gázquez, 2008), Marta Botero.
- Gente cerca (Dir. Sergio Colmenar, 2013), Dolors.
- Eat my shit (Dir. Eduardo Casanova, 2015), camarera.
- La verdad (Dir. Adrián Morales, 2015), vecina.
- Sobreático 3ª (Dir. Luis Corina, 2017), Sara.
- RIP (Dir. Caye Casas y Albert Pintó, 2017), mujer.
- Ecuánime (Dir. Hugo Cobo, 2018), Lola.
- Hiperion (Dir. Rubén Jiménez Sanz, 2018), Mysterious Woman.
- Los Bermejo (Dir. Jose Fernández-Ark, 2018), Carmen.
- Desaliento (Dir. Pinky Alonso, 2018), papel principal.
- La Colleja (Dir. Sergio Morcillo, 2019), Lola.
- Habitat (Dir. Jaime Calachi, 2021), Brenda.
- ¡No Nos Callarán! (Dir. Sophie Venecia Reyes, 2021), Manuela Gómez.
- La Soledad (Dir. Itziar Castro, 2022), Itziar.
- L@ Cita (Dir. Itziar Castro, 2023), Itziar.

### Televisión

#### Series
| Año         | Título                      | Cadena      | Personaje               | Notas            |
| ----------- | --------------------------- | ----------- | ----------------------- | ---------------- |
| 2004        | El cor de la ciutat         | TV3         | Sandra Pi               | 1 episodio       |
| 2005        | Hospital Central            | Telecinco   | Sara                    | 1 episodio       |
| 2006 - 2008 | El cor de la ciutat         | TV3         | Bea Billars             | Papel secundario |
| 2007        | Rumors                      | Canal Nou   | Secretaria              | TV Movie         |
| 2009        | Otra ciudad                 | Canal Nou   | Encargada de peluquería | TV Movie         |
| 2009        | Xadom                       | Vimeo       | Marta                   | 1 episodio       |
| 2015        | Algo que celebrar           | Antena 3    | Louise                  | 2 episodios      |
| 2017        | Laia                        | TV3         | Coja                    | TV Movie         |
| 2017        | El crac                     | TV3         | Miriam Espinguet        | 1 episodio       |
| 2018        | Paquita Salas               | Netflix     | Regidora de Premios     | 1 episodio       |
| 2018 - 2019 | Vis a vis                   | FOX España  | Goya Fernández          | 16 episodios     |
| 2019        | Terror y feria              | Flooxer     | Montse                  | 1 episodio       |
| 2019        | Vida perfecta               | Movistar+   | Enfermera               | 1 episodio       |
| 2020; 2023  | Por H o por B               | HBO España  | Choni                   | 10 episodios     |
| 2020        | Vis a vis: El Oasis         | FOX España  | Goya Fernández          | 8 episodios      |
| 2020        | Válidas                     | Flooxer     | Abogada                 | 1 episodio       |
| 2020        | Benidorm                    | Antena 3    | Clienta hotel           | 1 episodio       |
| 2022        | Érase una vez... pero ya no | Netflix     | Eloísa / Candela        | 6 episodios      |
| 2022        | La que se avecina           | Prime Video | Manoli Prieto           | 1 episodio       |
| 2024        | Machos alfa                 | Netflix     | Olga                    | 6 episodios      |

#### Programas
| Año  | Título                                   | Cadena         | Notas                 |
| ---- | ---------------------------------------- | -------------- | --------------------- |
| 2006 | La televisión cumple contigo             | La 1           | Invitada              |
| 2007 | ¡Mira quién baila!                       | La 1           | Invitada              |
| 2008 | La nit del cor                           | TV3            | Invitada              |
| 2009 | La mandrágora                            | La 2           | Invitada              |
| 2011 | Ànima                                    | El 33          | Invitada              |
| 2011 | Bestiari il·lustrat                      | El 33          | Invitada              |
| 2012 | Jo què sé!                               | betevé         | Invitada              |
| 2013 | A Escena                                 | betevé         | Invitada              |
| 2015 | Tria33 Extra                             | TV3            | Invitada              |
| 2017 | Bogeria a la pastisseria                 | TV3            | Invitada              |
| 2018 | Operación Triunfo                        | La 1           | Profesora             |
| 2018 | La resistencia                           | Movistar Plus+ | Invitada              |
| 2018 | Ilustres ignorantes                      | Movistar Plus+ | Invitada              |
| 2018 | Retratos con alma                        | La 1           | Invitada              |
| 2018 | Días de cine                             | La 2           | Invitada              |
| 2018 | Àrtic                                    | betevé         | Invitada              |
| 2018 | Las Uñas                                 | Flooxer        | Invitada              |
| 2019 | Todo es mentira                          | Cuatro         | Colaboradora          |
| 2019 | Chester in love                          | Cuatro         | Invitada              |
| 2019 | Al cotxe!                                | TV3            | Invitada              |
| 2019 | Terrícoles                               | betevé         | Invitada              |
| 2020 | Persona infiltrada                       | TV3            | Invitada              |
| 2021 | El Faro                                  | Cadena SER     | Invitada              |
| 2021 | La noche de los Oscar                    | Movistar Plus+ | Invitada              |
| 2021 | Rocío: Contar la verdad para seguir viva | Telecinco      | Colaboradora invitada |
| 2022 | Preguntes freqüents                      | TV3            | Invitada              |
| 2022 | Alguna pregunta més?                     | TV3            | Invitada              |
| 2022 | True Story España                        | Prime Video    | Invitada              |
| 2023 | Cinemascomics: Entrevistas               | Cinemascomics  | Invitada              |
| 2023 | 25 palabras                              | Telecinco      | Invitada              |
| 2023 | Reacción en cadena                       | Telecinco      | Invitada              |

## Premios
Se le concedió la Medalla de Oro al Mérito en las Bellas Artes 2023, a título póstumo. Una distinción que da anualmente a personajes de la cultura el Gobierno de España. 
Premios Goya
| Año  | Categoría               | Trabajo nominado | Resultado |
| ---- | ----------------------- | ---------------- | --------- |
| 2018 | Mejor actriz revelación | Pieles           | Nominada  |

Premios de la Unión de Actores y Actrices
| Año  | Categoría               | Trabajo nominado | Resultado |
| 2018 | Mejor actriz revelación | Pieles           | Ganadora  |

Premios Buenos Aires Rojo Sangre
| Año  | Categoría    | Trabajo nominado | Resultado |
| 2018 | Mejor actriz | Matar a Dios     | Ganadora  |

Premios Creative Rosebud del Festival de Cine de Calella
| Año  | Categoría    | Trabajo nominado | Resultado |
| 2018 | Mejor actriz | Matar a Dios     | Ganadora  |

Premios Fugaz
| Año  | Categoría    | Trabajo nominado | Resultado |
| ---- | ------------ | ---------------- | --------- |
| 2018 | Mejor actriz | RIP              | Nominada  |

Premios CinEuphoria
| Año  | Categoría                    | Trabajo nominado | Resultado |
| ---- | ---------------------------- | ---------------- | --------- |
| 2019 | Mejor actriz de cortometraje | Despondency      | Nominada  |